# De grappen van Lambik (nieuwe reeks)
De grappen van Lambik is een stripreeks van Willy Vandersteen, die vanaf 2004 opnieuw gestart werd. Deze reeks wordt uitgegeven door de Standaard Uitgeverij. Elk album bestaat uit een verzameling korte eenpaginagags.

## De albums

### De originele albums
Eerst werden van maart tot november 2004 drie albums uitgebracht met gags uit de oude reeks, nu uitgevoerd in kleur. Hierna verscheen in april 2005 deel 4 met nieuwe gags van de hand van onder anderen Marc Verhaegen. In november 2005 verscheen deel 5, met gags getekend door onder anderen Luc Morjaeu. In april 2006 werd het zesde deel uitgebracht en in oktober 2006 het laatste deel.

### Gazet van Antwerpen-Belang van Limburg
Eind juni 2005 verscheen er als deel 67 van de stripreeks van Gazet Van Antwerpen en Het Belang van Limburg, een heruitgave van gags met de kaft van deel 1 met enkele aanpassingen op de achterkant. Het aantal gags (37) is aangevuld met de eerste 8 gags van deel 2, zodat het totale aantal op 45 komt. Op de achterkant staat een uitleg van de geschiedenis van de reeks, en een opsomming van alle eerder verschenen en nog te verschijnen gags van de reeks (toen 75 delen).
Begin november 2005 verscheen deel 85 als De grappen van Lambik deel 3, ongeveer dezelfde kaft, maar dan wel met de covertekening van deel 3. Op de achterkant staat een uitleg van de geschiedenis van de reeks, en een opsomming van alle eerder verschenen en nog te verschijnen gags van de reeks (toen 85 delen). Het album beval 37 gags van album 3, en gag nr. 9-16 (de volgende 8 dus) van album 2.
- GvA-BvL 67 - De grappen van Lambik 1 juni 2005
- GvA-BvL 85 - De grappen van Lambik 3 november 2005